# Pyreneeënzijde-erebia
De pyreneeënzijde-erebia (Erebia gorgone) is een vlinder uit de onderfamilie Satyrinae, de zandoogjes en erebia's.
De pyreneeënzijde-erebia komt in de Pyreneeën voor en vliegt van 1500 tot 2500 meter boven zeeniveau, in Spanje met name boven de 2000 meter.
Als leefgebied geeft de vlinder de voorkeur aan grazige berghellingen. Als waardplanten worden beemdgrassoorten (Poa) gebruikt. De soort overwintert als rups.
De vliegtijd is in juli en augustus.